# Edwin Noorlander (radioprogramma)
Edwin Noorlander (voormalig: Weekend Vibe en Barry's Weekend Vibe) was een radioprogramma op de Nederlandse zender Radio 538 dat werd gepresenteerd door Edwin Noorlander. Het programma werd uitgezonden op maandag- tot en met woensdagnacht tussen 00.00 uur en 02.00 uur en op zaterdag en zondag tussen 15.00 uur en 18.00 uur.
Voorheen werd op zijn voormalige tijdstip (zaterdag en zondag van 18.00 tot 20.00 uur) door Mark Labrand gepresenteerd, maar hij werd verplaatst naar de werkdagen met @Labrando. De reden was dat Barry Paf al had bekendgemaakt dat hij minder radio ging maken en meer voor TV 538 ging werken.
Op 21 augustus 2012 werd bekendgemaakt dat er een nieuwe programmering komt voor Radio 538. 538 Juize verdween van Radio 538 en ging naar Slam!FM. Dus presenteerde Paf op de zondagavond een uur langer door. Vanaf 8 september 2012 presenteerde Barry Paf op zaterdag van 18.00 tot 20.00 uur en op zondag van 18.00 tot 21.00 uur.
Vanaf 11 januari 2014 werd het programma Barry's Weekend Vibe op de zondagavond een uur ingekort. De nieuwe tijdslot was op zaterdag en zondag van 18.00 tot 20.00 uur.
Vanaf 3 januari 2015 werd de naam Barry's Weekend Vibe veranderd naar Weekend Vibe en het programma werd overgenomen door Edwin Noorlander. Ook werd het programma op de zondagavond weer met een uur verlengd. Vanaf 2 januari 2017 werd officieel de naam Weekend Vibe vervangen door Edwin Noorlander.
Daarnaast kreeg Noorlander, doordat De Show Zonder Naam stopte, een programma op donderdag en vrijdag van 00.00 uur tot 03.00 uur. De overige dagen van de week werd gepresenteerd door Dimitris Kops. Vanaf 23 oktober 2017 werden de nachtelijke uitzending van Noorlander op maan-, dins- en woensdag gepresenteerd van 00.00 tot 02.00 uur.
Op 22 augustus 2020 maakte Edwin Noorlander zijn laatste radio-uitzending op Radio 538. Vanwege de reorganisatie van Talpa Radio en door de gevolgen van de coronacrisis was Noorlander een van de ontslagen bij de radiozender. Zijn tijdsloten werden overgenomen worden door Daniël Lippens.